# Agastache cusickii
Agastache cusickii är en kransblommig växtart som först beskrevs av Jesse More Greenman, och fick sitt nu gällande namn av Amos Arthur Heller. Agastache cusickii ingår i släktet anisisopar, och familjen kransblommiga växter. Inga underarter finns listade i Catalogue of Life.